# كوليكو تيلستار
كوليكو تيلستار (بالإنجليزية: Coleco Telstar)‏ هو جهاز ألعاب فيديو أنتج في 1976 إلى 1978.وهو أحد الاختراعات المساهمة في تطور مجال الألعاب قديماً. 